# (9065) 1993 FN1
(9065) 1993 FN1 là một tiểu hành tinh vành đai chính. Nó được phát hiện bởi Seiji Ueda và Hiroshi Kaneda ở the Kushiro Observatory ở Nhật Bản ngày 25 tháng 3 năm 1993.